# Phourgisatis

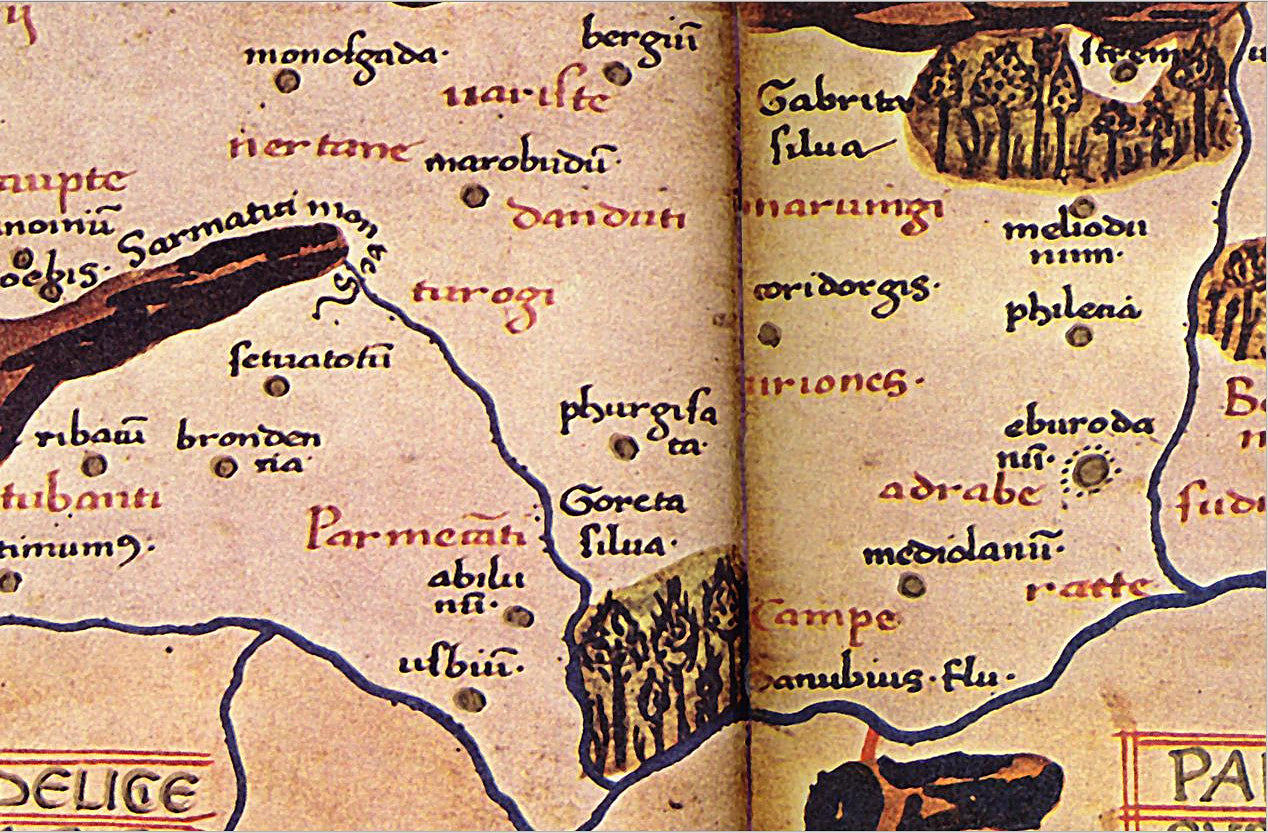
Lage von Phourgisatis – auf der Karte phurgisata – nach Ptolemaios

Phourgisatis, auch Phrourgisatis oder Frurgisatis (altgriechisch Φουργισατίς; lateinisch Furgisatis), ist ein Ortsname, der von Ptolemaios in seinem um das Jahr 150 erstellten Koordinatenwerk Geographia als einer der im Süden der Germania magna in der Nähe der Donau liegenden Orte (πόλεις) mit 36° 00' Länge (ptolemäische Längengrade) und 48° 00' Breite angegeben wird. Phourgisatis liegt damit nach Ptolemaios zwischen Abilounon und Kondorgis.

## Lokalisation
Die tatsächliche Lage des Ortes ist bis heute nicht geklärt. In der Literatur kommen die unterschiedlichsten Orte in Frage. Es wurden hauptsächlich Vermutungen angestellt, dass sich Phourgisatis in Böhmen befindet. Hermann Reichert etwa gibt an, dass der geographischen Angabe nach am nächsten Třísov an der Moldau käme. Theodor Steche hingegen vermutet Phourgisatis im Gebiet der Markomannen an der Vltava (Moldau). Nach Emanuel Šimek liege Phourgisatis an einer Route von Pöchlarn/Arelape zur Odermündung auf der Wasserscheide zwischen Kamp und Naarn im Weinsberger Wald im nördlichen Niederösterreich.
Ein interdisziplinäres Forscherteam um Andreas Kleineberg, das die ptolemäischen Koordinaten von 2006 bis 2009 neu untersuchte und interpretierte, lokalisiert Phourgisatis anhand der Transformation der antiken Koordinaten auf dem Gebiet bei České Budějovice (Böhmisch Budweis), eine Stadt, die am Zusammenfluss der Flüsse Moldau und Maltsch in Südböhmen in Tschechien liegt.
Die Moldau entspringt in zwei Quellflüssen: der Warmen Moldau im Böhmerwald und der Kalten Moldau im Bayerischen Wald, fließt durch die Prager Innenstadt und mündet schließlich bei Mělník in die schiffbare Elbe, dem einzigen Fluss, der das von Mittelgebirgen umschlossene Böhmen zur Nordsee hin entwässert.